# Álbuns número um na Billboard 200 em 2020

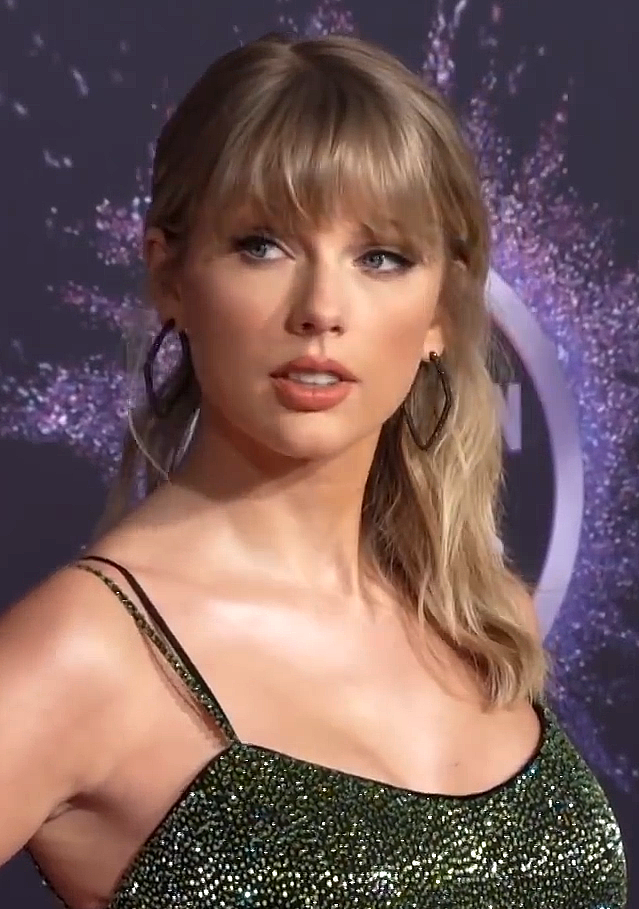
Com Folklore, Taylor Swift fez a maior estreia do ano e quebrou o recorde de Whitney Houston, tornando-se a artista feminina com mais semanas em primeiro lugar na história da Billboard 200.

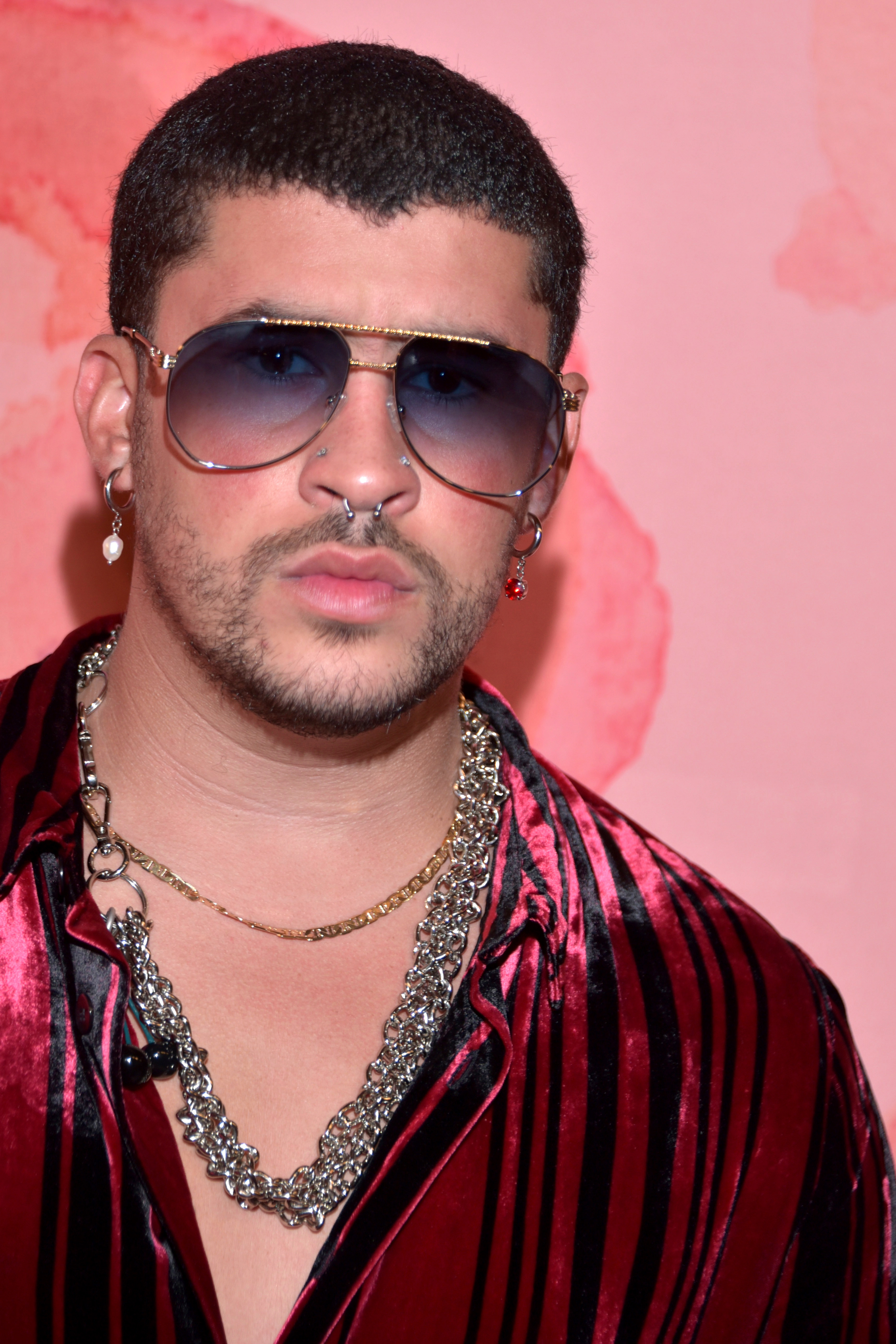
El Último Tour Del Mundo, de Bad Bunny, fez história ao tornar-se o primeiro álbum inteiramente em espanhol a liderar o Billboard 200.

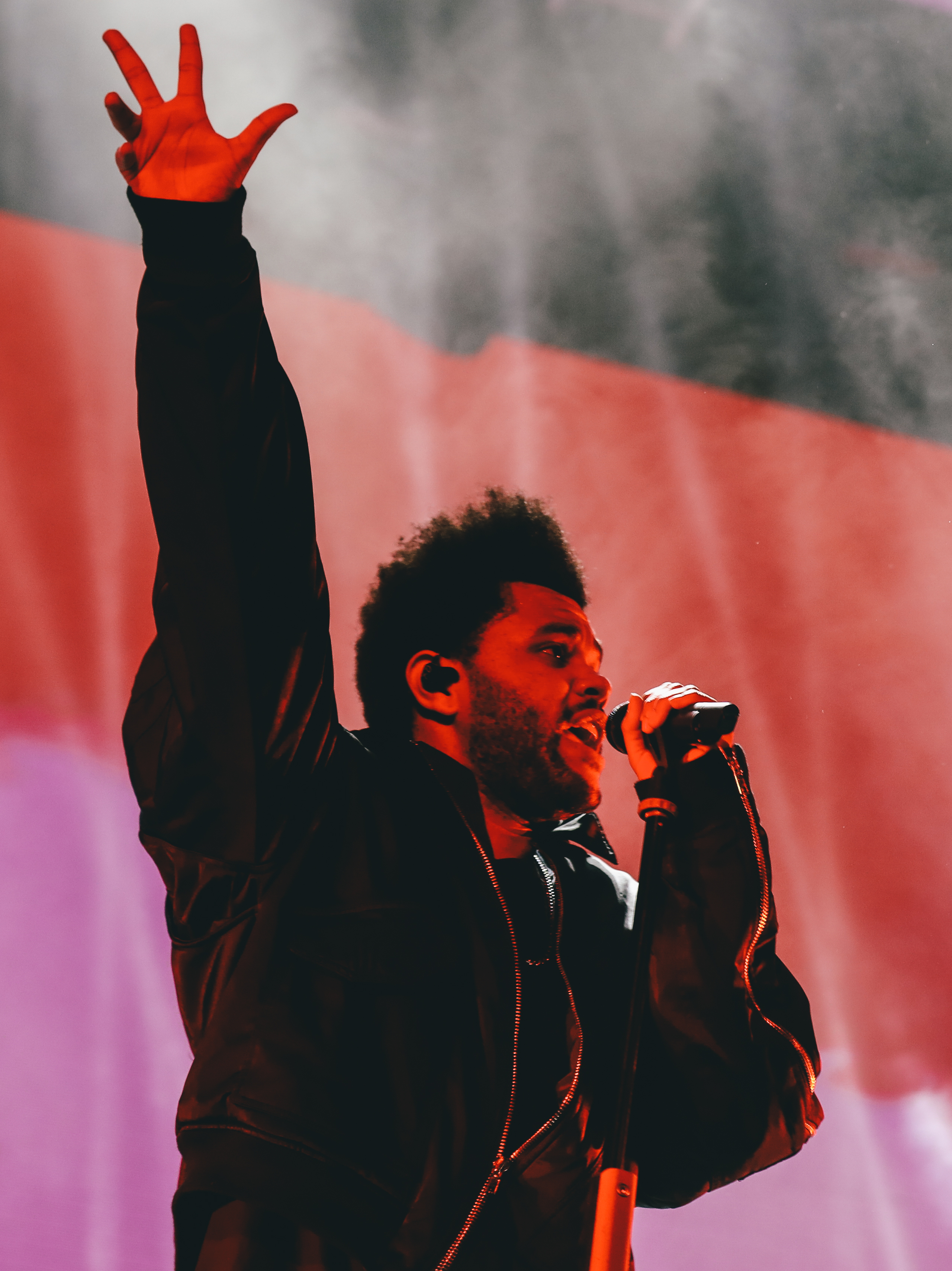
Impulsionado pelo hit Blinding Lights, After Hours, de The Weeknd, passou quatro semanas em primeiro lugar.

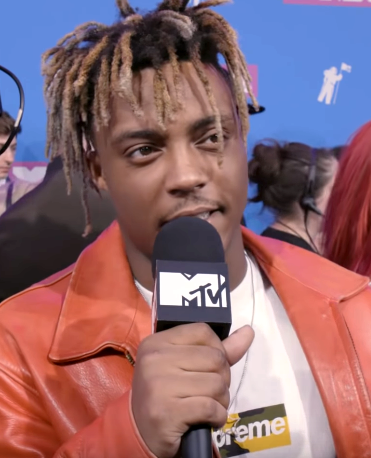
Com Legends Never Die, Juice WRLD obteve a segunda melhor semana de vendas do ano.

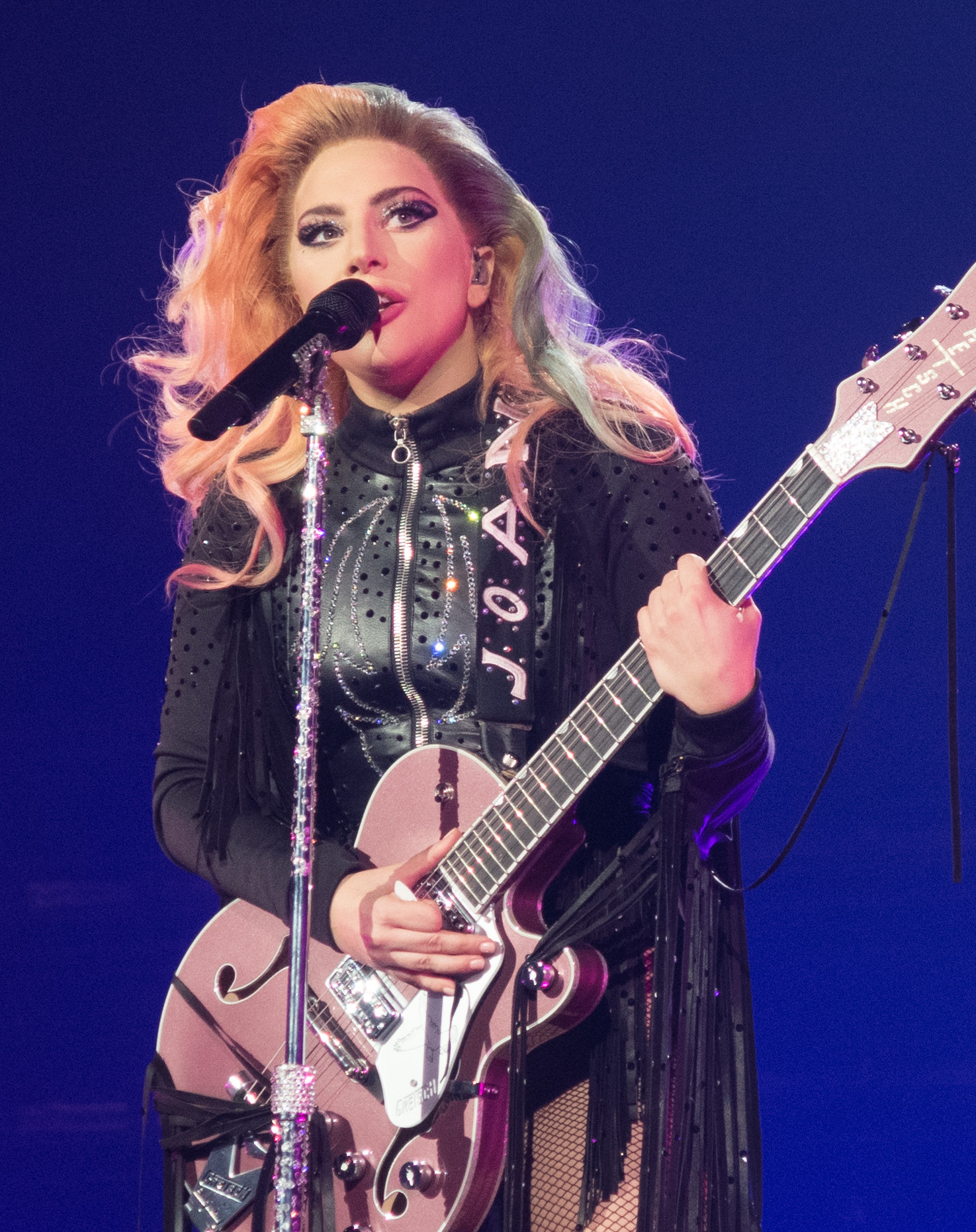
Lady Gaga estreou pela sexta vez na liderança com Chromatica.

Esta é uma lista dos álbuns classificados como número um nos Estados Unidos em 2020. Os álbuns e EPs de melhor desempenho nos Estados Unidos estão classificados na parada da Billboard 200, publicada pela revista Billboard. Os dados são compilados pela Nielsen SoundScan com base nas vendas físicas e digitais semanais de cada álbum, bem como na contagem de streamings sob demanda e nas vendas digitais de suas faixas individuais.
Fine Line foi o primeiro álbum número um de 2020. A boyband sul-coreana BTS teve grande destaque, alcançando dois álbuns número um: Map of the Soul: 7 e Be. A exemplo de BTS, Taylor Swift e YoungBoy Never Broke Again também conseguiram a liderança com seus dois lançamentos. Folklore e Evermore passaram, juntos, nove semanas no topo da tabela. Com Chromatica, Lady Gaga conquistou seu sexto álbum número um.
My Turn, de Lil Baby, foi o segundo álbum com mais semanas na liderança, totalizando cinco. Please Excuse Me for Being Antisocial de Roddy Ricch liderou por três semanas. Com Power Up, a banda AC/DC regressou ao primeiro lugar após 12 anos. Justin Bieber obteve seu sétimo álbum número um com Changes, e Shawn Mendes seu quarto com Wonder. Após quase cinco anos sem lançar álbuns, Selena Gomez estreou no topo com Rare.
Eminem atingiu a histórica marca de dez álbuns número com Music to Be Murdered By. Kenny Chesney conseguiu seu nono número um com Here and Now. Lil Uzi Vert liderou por duas semanas com Eternal Atake.

## Histórico
| Lançado em 2019, Hollywood's Bleeding, de Post Malone, não liderou por nenhuma semana em 2020, mas foi o álbum com a melhor performance na parada, ficando com o primeiro lugar na lista especial de fim de ano. |

| Data            | Álbum                                 | Artista(s)                 | Vendas  | Ref.   |
| --------------- | ------------------------------------- | -------------------------- | ------- | ------ |
| 4 de janeiro    | Fine Line                             | Harry Styles               | 89 mil  | [ 2 ]  |
| 11 de janeiro   | JackBoys                              | JackBoys e Travis Scott    | 154 mil | [ 3 ]  |
| 18 de janeiro   | Please Excuse Me for Being Antisocial | Roddy Ricch                | 97 mil  | [ 4 ]  |
| 25 de janeiro   | Rare                                  | Selena Gomez               | 112 mil | [ 5 ]  |
| 1 de fevereiro  | Music to Be Murdered By               | Eminem                     | 279 mil | [ 6 ]  |
| 8 de fevereiro  | Please Excuse Me for Being Antisocial | Roddy Ricch                | 95 mil  | [ 7 ]  |
| 15 de fevereiro | Funeral                               | Lil Wayne                  | 139 mil | [ 8 ]  |
| 22 de fevereiro | Please Excuse Me for Being Antisocial | Roddy Ricch                | 79 mil  | [ 9 ]  |
| 29 de fevereiro | Changes                               | Justin Bieber              | 231 mil | [ 10 ] |
| 7 de março      | Map of the Soul: 7                    | BTS                        | 422 mil | [ 11 ] |
| 14 de março     | My Turn                               | Lil Baby                   | 197 mil | [ 12 ] |
| 21 de março     | Eternal Atake                         | Lil Uzi Vert               | 288 mil | [ 13 ] |
| 28 de março     | Eternal Atake                         | Lil Uzi Vert               | 247 mil | [ 14 ] |
| 4 de abril      | After Hours                           | The Weeknd                 | 444 mil | [ 15 ] |
| 11 de abril     | After Hours                           | The Weeknd                 | 138 mil | [ 16 ] |
| 18 de abril     | After Hours                           | The Weeknd                 | 90 mil  | [ 17 ] |
| 25 de abril     | After Hours                           | The Weeknd                 | 75 mil  | [ 18 ] |
| 2 de maio       | Blame It on Baby                      | DaBaby                     | 124 mil | [ 19 ] |
| 9 de maio       | 38 Baby 2                             | YoungBoy Never Broke Again | 67 mil  | [ 20 ] |
| 16 de maio      | Here and Now                          | Kenny Chesney              | 233 mil | [ 21 ] |
| 23 de maio      | Good Intentions                       | Nav                        | 135 mil | [ 22 ] |
| 30 de maio      | High Off Life                         | Future                     | 153 mil | [ 23 ] |
| 6 de junho      | Wunna                                 | Gunna                      | 111 mil | [ 24 ] |
| 13 de junho     | Chromatica                            | Lady Gaga                  | 274 mil | [ 25 ] |
| 20 de junho     | My Turn                               | Lil Baby                   | 65 mil  | [ 26 ] |
| 27 de junho     | My Turn                               | Lil Baby                   | 72 mil  | [ 27 ] |
| 4 de julho      | My Turn                               | Lil Baby                   | 70 mil  | [ 28 ] |
| 11 de julho     | My Turn                               | Lil Baby                   | 70 mil  | [ 29 ] |
| 18 de julho     | Shoot For The Stars, Aim For The Moon | Pop Smoke                  | 251 mil | [ 30 ] |
| 25 de julho     | Legends Never Die                     | Juice WRLD                 | 496 mil | [ 31 ] |
| 1 de agosto     | Legends Never Die                     | Juice WRLD                 | 162 mil | [ 32 ] |
| 8 de agosto     | Folklore                              | Taylor Swift               | 846 mil | [ 33 ] |
| 15 de agosto    | Folklore                              | Taylor Swift               | 135 mil | [ 34 ] |
| 22 de agosto    | Folklore                              | Taylor Swift               | 136 mil | [ 35 ] |
| 29 de agosto    | Folklore                              | Taylor Swift               | 101 mil | [ 36 ] |
| 5 de setembro   | Folklore                              | Taylor Swift               | 98 mil  | [ 37 ] |
| 12 de setembro  | Folklore                              | Taylor Swift               | 90 mil  | [ 38 ] |
| 19 de setembro  | Detroit 2                             | Big Sean                   | 103 mil | [ 39 ] |
| 26 de setembro  | Top                                   | YoungBoy Never Broke Again | 126 mil | [ 40 ] |
| 3 de outubro    | Folklore                              | Taylor Swift               | 87 mil  | [ 41 ] |
| 10 de outubro   | Tickets to My Downfall                | Machine Gun Kelly          | 126 mil | [ 42 ] |
| 17 de outubro   | Savage Mode II                        | 21 Savage e Metro Boomin   | 171 mil | [ 43 ] |
| 24 de outubro   | Shoot for the Stars, Aim for the Moon | Pop Smoke                  | 67 mil  | [ 44 ] |
| 31 de outubro   | Folklore                              | Taylor Swift               | 77 mil  | [ 45 ] |
| 7 de novembro   | What You See Is What You Get          | Luke Combs                 | 109 mil | [ 46 ] |
| 14 de novembro  | Positions                             | Ariana Grande              | 174 mil | [ 47 ] |
| 21 de novembro  | Positions                             | Ariana Grande              | 83 mil  | [ 48 ] |
| 28 de novembro  | Power Up                              | AC/DC                      | 117 mil | [ 49 ] |
| 5 de dezembro   | Be                                    | BTS                        | 242 mil | [ 50 ] |
| 12 de dezembro  | El Último Tour Del Mundo              | Bad Bunny                  | 116 mil | [ 51 ] |
| 19 de dezembro  | Wonder                                | Shawn Mendes               | 89 mil  | [ 52 ] |
| 26 de dezembro  | Evermore                              | Taylor Swift               | 329 mil | [ 53 ] |